# Pomodoro S.Marzano dell'Agro Sarnese-Nocerino
Pour les articles homonymes, voir Marzano (homonymie).

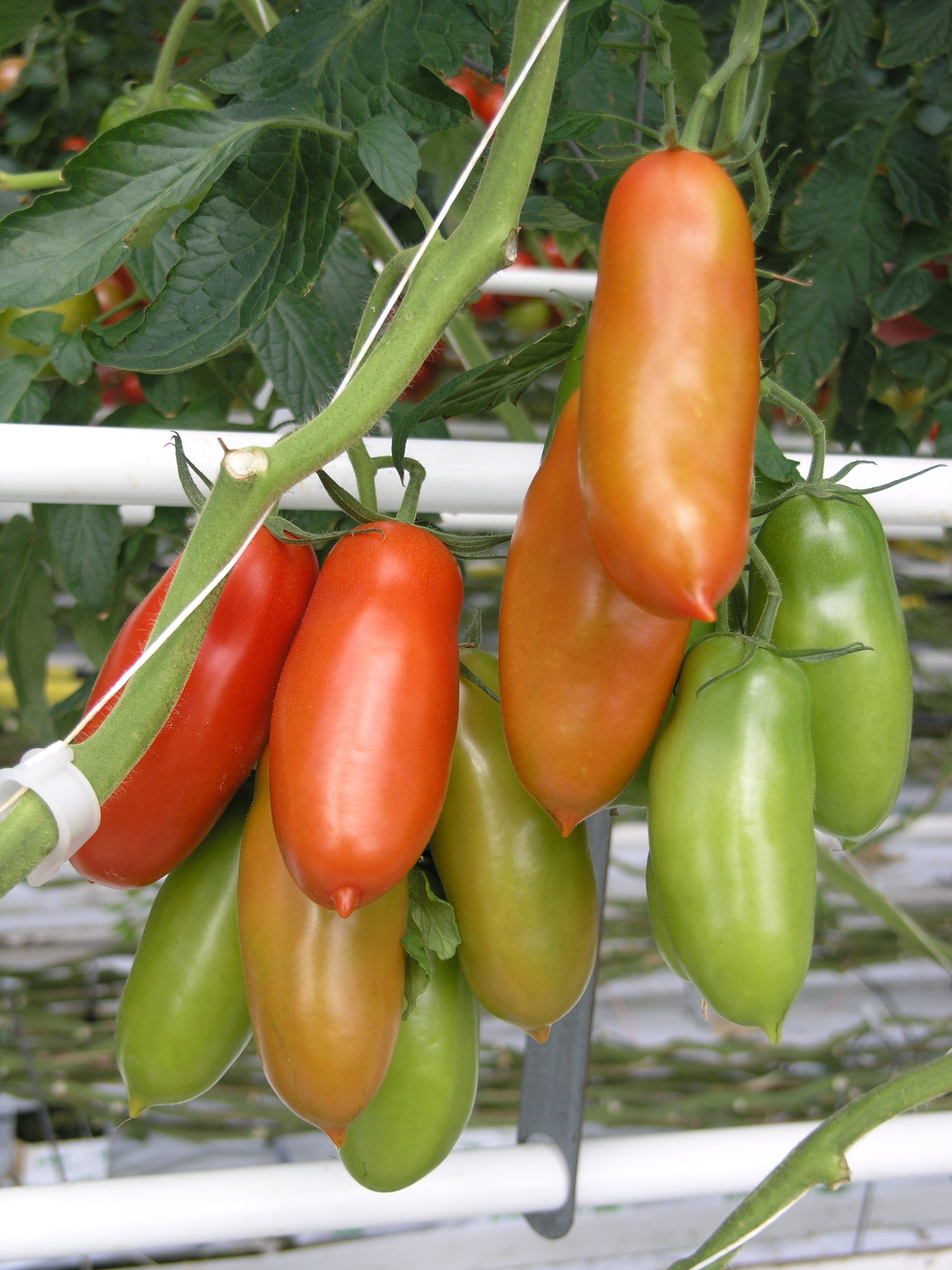
Pomodoro S.Marzano.

Pomodoro S.Marzano dell'Agro Sarnese-Nocerino (en français:  tomate S.Marzano de l'Agro Sarnese-Nocerino)  est le nom attribué - par un label de qualité  européen – à une baie des plantes de l'écotype S.Marzano produit sur le territoire de l'Agro nocerino sarnese (it), dans la région de Campanie.  
Depuis 2009, l'appellation Pomodoro S. Marzano dell'Agro Sarnese-Nocerino est protégée par une appellation d'origine protégée (AOP).

## Description

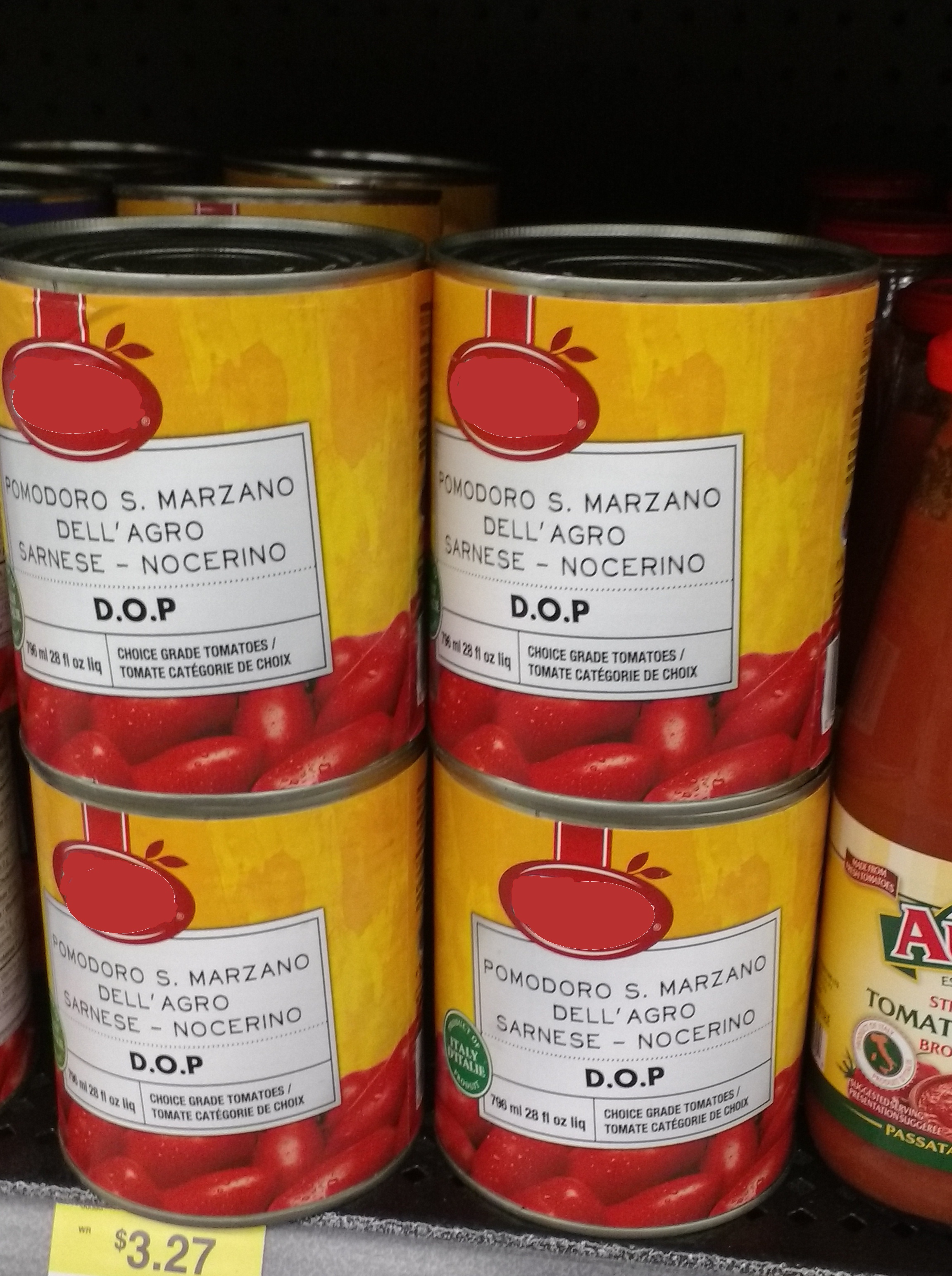
Boîte de conserve avec les tomates, au Canada.

Elle tire son nom de la ville de San Marzano sul Sarno. Le fruit, de couleur rouge vif, convient particulièrement par sa forme allongée à la production de conserves de tomates pelées ou entières. Elle est appréciée en raison de sa saveur délicate, parce que sa chair est compacte et charnue, et enfin parce qu'elle contient peu de graines. 
La zone de production de la tomate de San Marzano, située dans la région Campanie, s'étend sur 41 communes des provinces de Salerne, d'Avellino et de Naples.